# Chiesa dei Santi Filippo e Giacomo (Predazzo)
La chiesa dei Santi Filippo e Giacomo è  la parrocchiale di Predazzo in Trentino. Fa parte della zona pastorale di Fiemme e Fassa dell'arcidiocesi di Trento e risale al XIX secolo.

## Storia

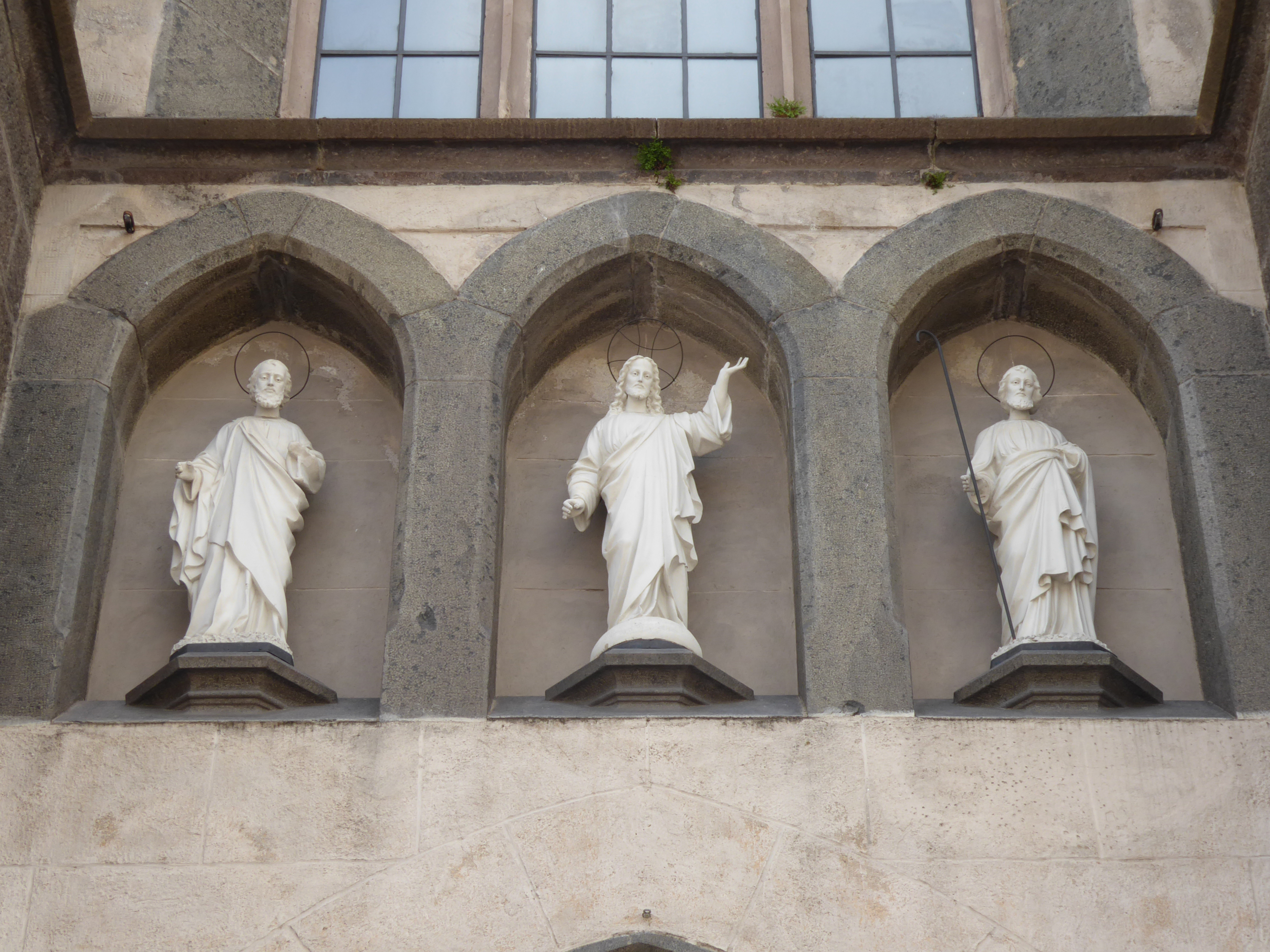
Statue raffiguranti Cristo e i santi Filippo e Giacomo sulla facciata della chiesa.

### Vecchia chiesa
Una prima chiesa, dedicata a san Giacomo, venne costruita come cappella nel 1223 e ampliata notevolmente intorno al 1500. Sul finire dell'Ottocento risultava inadeguata alle esigenze del culto dopo un forte incremento della popolazione e quindi nel 1877, completata la costruzione della nuova chiesa, venne demolita (alcune parti in muratura rimasero e vennero inglobate nel nuovo edificio del municipio, e il campanile venne abbattuto più tardi, nel 1881, per il pericolo di crollo).

### Nuova chiesa
L'edificio costruito tra il 1866 e il 1869 nel centro del paese, nasce dalla collaborazione interna del paese per il raggiungimento di uno scopo comunitario. Il terreno su cui doveva sorgere la nuova chiesa era la Sesüra Granda ("Chiusura Grande") appartenente alla Regola Feudale di Predazzo. Fu anche necessario però l'abbattimento di alcune case per far posto alla costruzione.
La chiesa fu progettata dall'ingegnere Michele Mayer e presenta un impianto longitudinale a tre navate precedute dal nartece, con campanile al centro della facciata, alto circa sessanta metri. La costruzione rappresenta uno dei pochi esempi in territorio provinciale di "revival" neogotico. È lunga circa 54 metri e larga circa 24.
Dalla posa della prima pietra (il giorno della sagra del paese) al completamento edilizio passarono poco più di tre anni, la prima messa infatti si ebbe il 9 gennaio 1870, per la consacrazione però bisogna aspettare fino al 27 agosto 1875. Le prime messe vennero effettuate con la chiesa non ancora terminata, addirittura senza finestre. I primi anni di esistenza di questa struttura venne usata solo per le messe festive, mentre per le feriali era utilizzata ancora la antica chiesa.
La chiesa fu da subito ed è tuttora orgoglio dei predazzani, per svariati motivi. Prima di tutto venne finanziata e costruita anche materialmente dal popolo del paese, con notevoli sforzi. Quasi tutti i materiali utilizzati per la costruzione provengono dalle immediate vicinanze, esempio più curioso e importante è quello delle 10 imponenti colonne ottagonali interne: ricavate tutte da un unico blocco di monzonite che si trovava nel greto dell'Avisio presso le Coste caduto dalla montagna, chiamato "Balon de la Canefia" o "de la Carmela". Oltre a questo la maggior parte delle opere presenti all'interno sono state effettuate negli anni successivi da illustri artisti predazzani o fiemmesi per la stragrande maggioranza.

## Descrizione

### Esterni

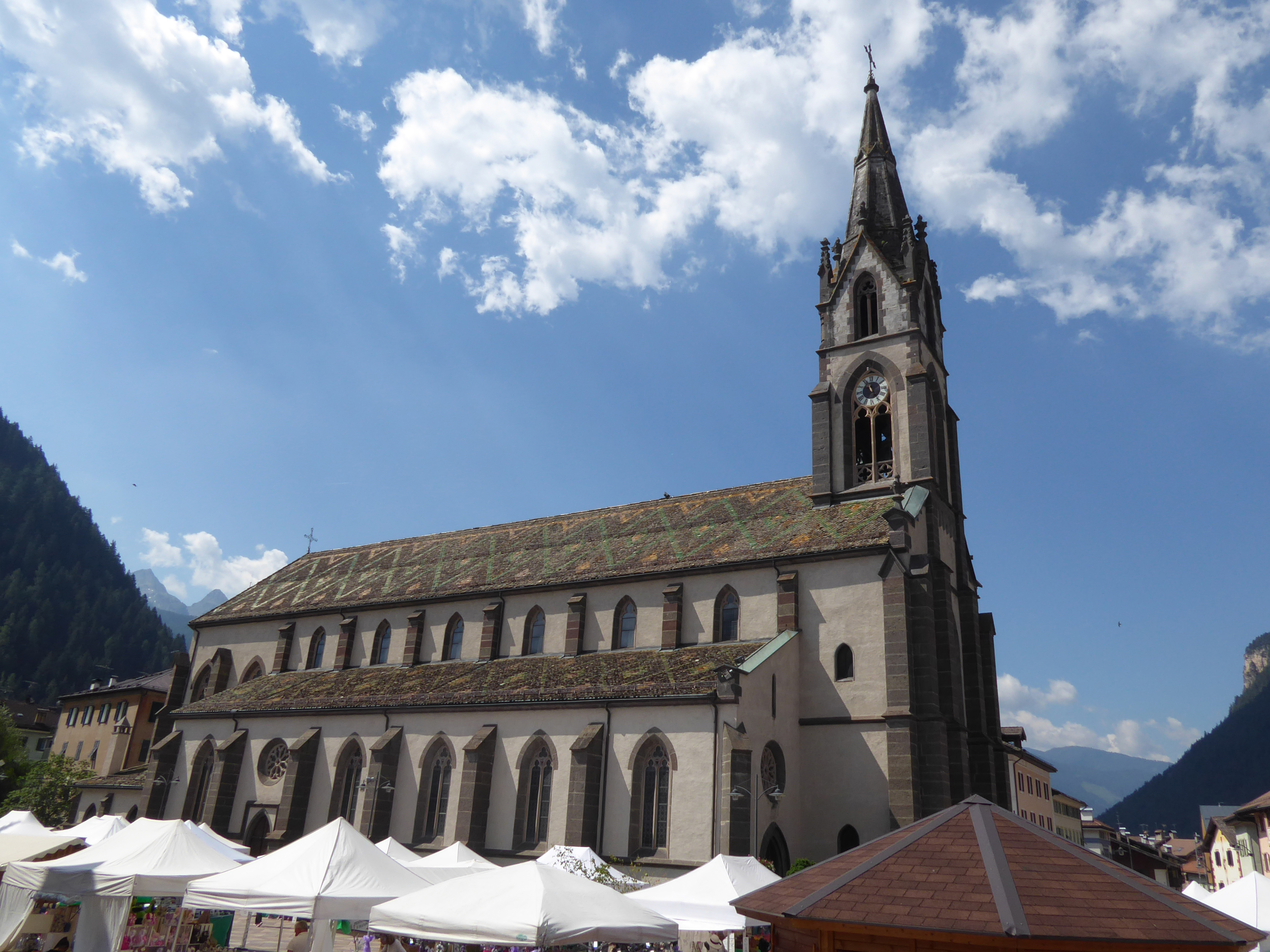
Vista laterale.

La facciata, rivolta a nord-ovest, presenta come elemento centrale della composizione il campanile, che conferisce slancio all'intero prospetto ed è racchiuso all'interno di robusti contrafforti. Nella parte centrale della facciata dal basso verso l'alto si trovano il portale ogivale d'ingresso, tre piccole nicchie occupate dalle statue in stucco del Cristo e dei santi Filippo e Giacomo, una trifora gotica traforata con motivi lobati. La facciata è sormontata da una semplice cornice in pietra e poco sopra da un coronamento orizzontale a guglie rovesciate in rilievo.
Al di sopra il campanile è caratterizzato da una cella dotata su ogni lato di un'alta monofora ogivale, traforata al centro da una bifora lobata, e da un tamburo che accoglie sui quattro lati altrettante finestrelle gotiche bipartite. Sui timpani di chiusura poggiano infine otto acroteri a guglie e sopra si eleva la copertura piramidale a pianta ottagonale che termina in una croce in metallo.
Sui lati la facciata presenta murature più compatte, con semplici monofore tra i contrafforti centrali e quelli laterali.
I fronti delle navate laterali sono arretrati rispetto alla parte centrale del nartece e delimitati ai lati esterni da contrafforti angolati. Questi presentano due portali laterali, simili al principale ma di minori dimensioni, sovrastati da altrettanti rosoni e da feritoie.
Il fianco meridionale è scandito da contrafforti in pietra tra i quali si aprono delle monofore gotiche. In corrispondenza della quinta campata inoltre, al posto della finestra si apre un portale del tutto simile a quelli minori della facciata e sormontato anch'esso da una rosone. Il fianco sinistro dell'edificio, rivolto alla piazza, è del tutto simile a questo.
La parte del presbiterio e dell'abside è decorata esternamente da contrafforti in pietra rastremati e coperti da brevi tetti di protezione a due falde. Sono presenti inoltre grandi monofore gotiche e un'apertura circolare sulla parete fondale dell'abside. Nella parte corrispondente al presbiterio è presente la sacrestia, dotata di un portale a sesto acuto e due monofore ogivali.
Il tetto è una delle parti non costituite da materiali locali, sono infatti tegole in cotto a coda di castoro di diversi colori, provenienti da Bolzano.
Le prime campane erano quelle della vecchia chiesa, anche se rifuse perché danneggiate da un fulmine. Durante la Grande Guerra le campane furono requisite (come accadeva ovunque), per farne cannoni, fu lasciata però quella piccola datata 1740. Nel 1923 ci fu il finanziamento per l'acquisto di nuove campane che tuttora svolgono perfettamente il loro lavoro.
L'orologio nella parte visibile dei quadranti è quello originale del 1873 realizzato dalla Mannhardt di Monaco di Baviera, mentre i meccanismo originario (ancora perfettamente funzionante) non è più in uso, è stato affiancato da un sistema elettrico tecnologico.

### Interni

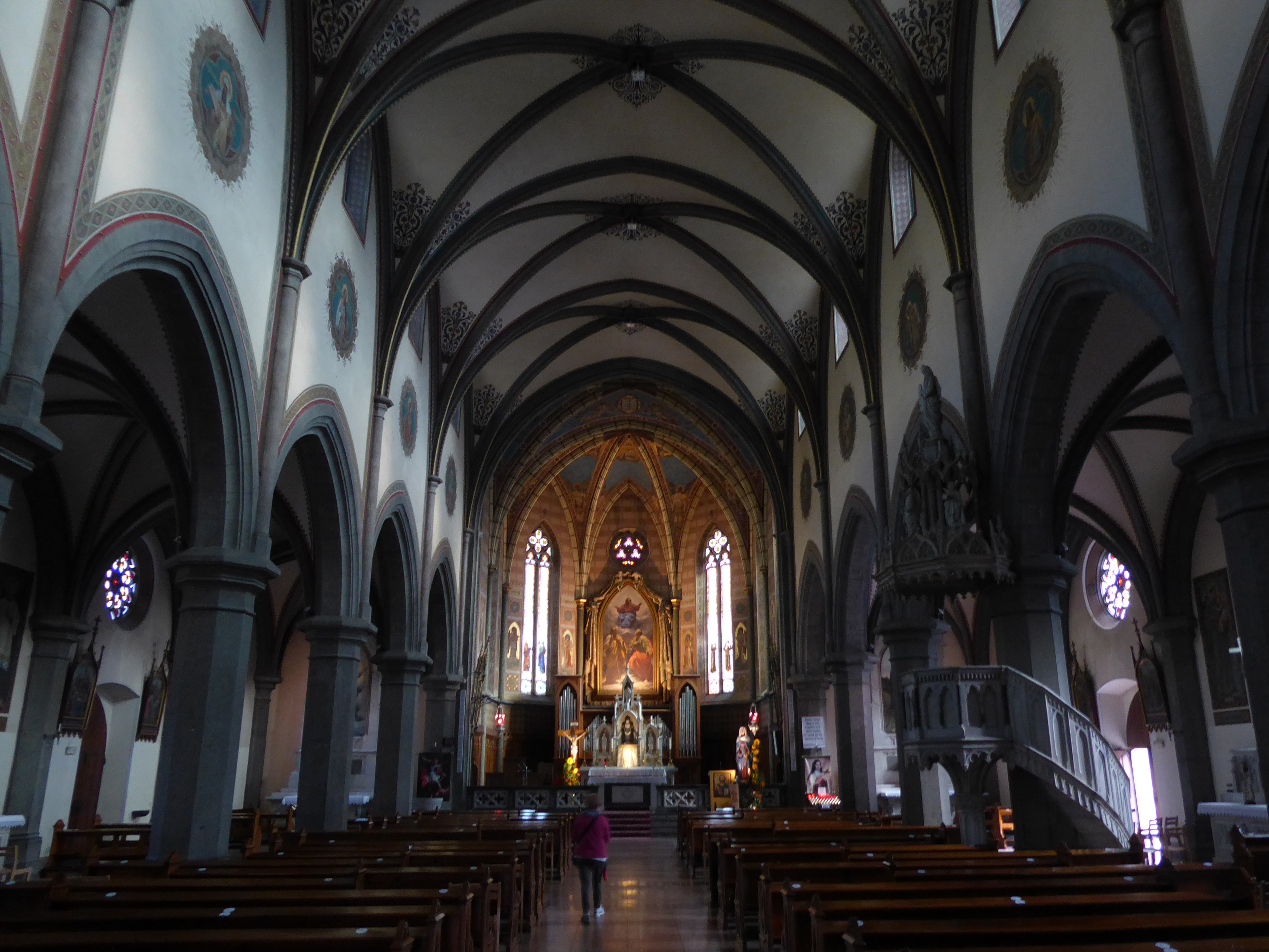
Interno suddiviso in tre navate.

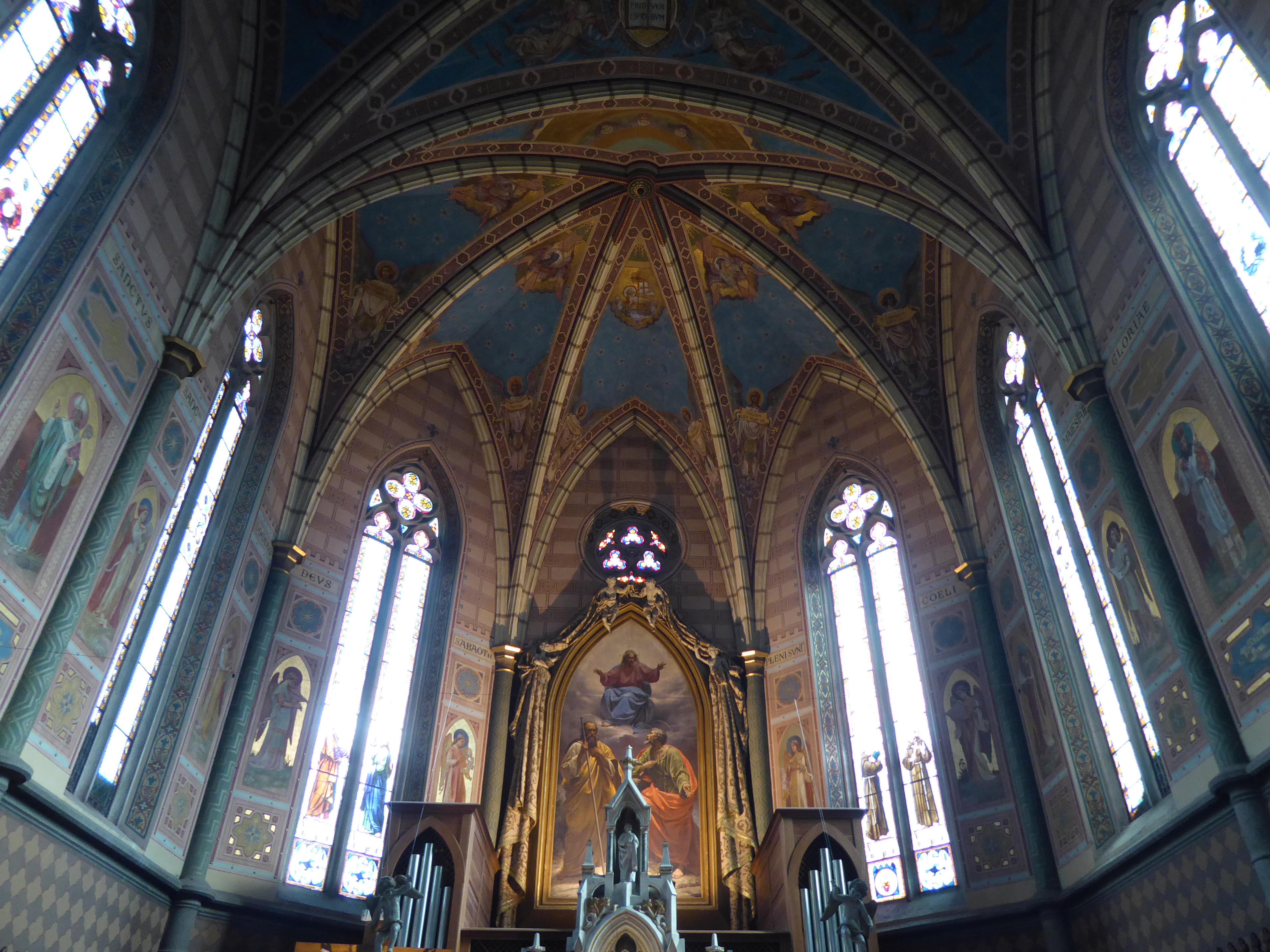
Volta del presbiterio.

Le tre navate, alte circa otto metri le laterali e sedici la centrale, sono coperte da volte gotiche e separate da colonne monolitiche a pianta ottagonale. I cinque altari, il pulpito, la cantoria, i banchi e i confessionali sono tutti realizzati in stile gotico.
I dipinti delle volte e ai lati degli altari sono datati rispettivamente al 1912 e al 1937. Gli affreschi del presbiterio, realizzati dal pittore Eugenio Cisterna, di Roma, risalgono ai primi anni del XX secolo. Al suo interno, tra angeli, scritte bibliche e motivi geometrici e floreali, sono rappresentati quattro santi: a sinistra santa Agnese, vergine e martire (giglio e fuoco), e san Vigilio martire, vescovo di Trento, e a destra santa Barbara, martire, patrona dei minatori (palma e fiaccola), e san Nicolò protettore contro la peste e le malattie
Sopra gli archi acuti della navata centrale, tra il presbiterio e la cantoria, si trovano le figure degli apostoli (sei per lato).

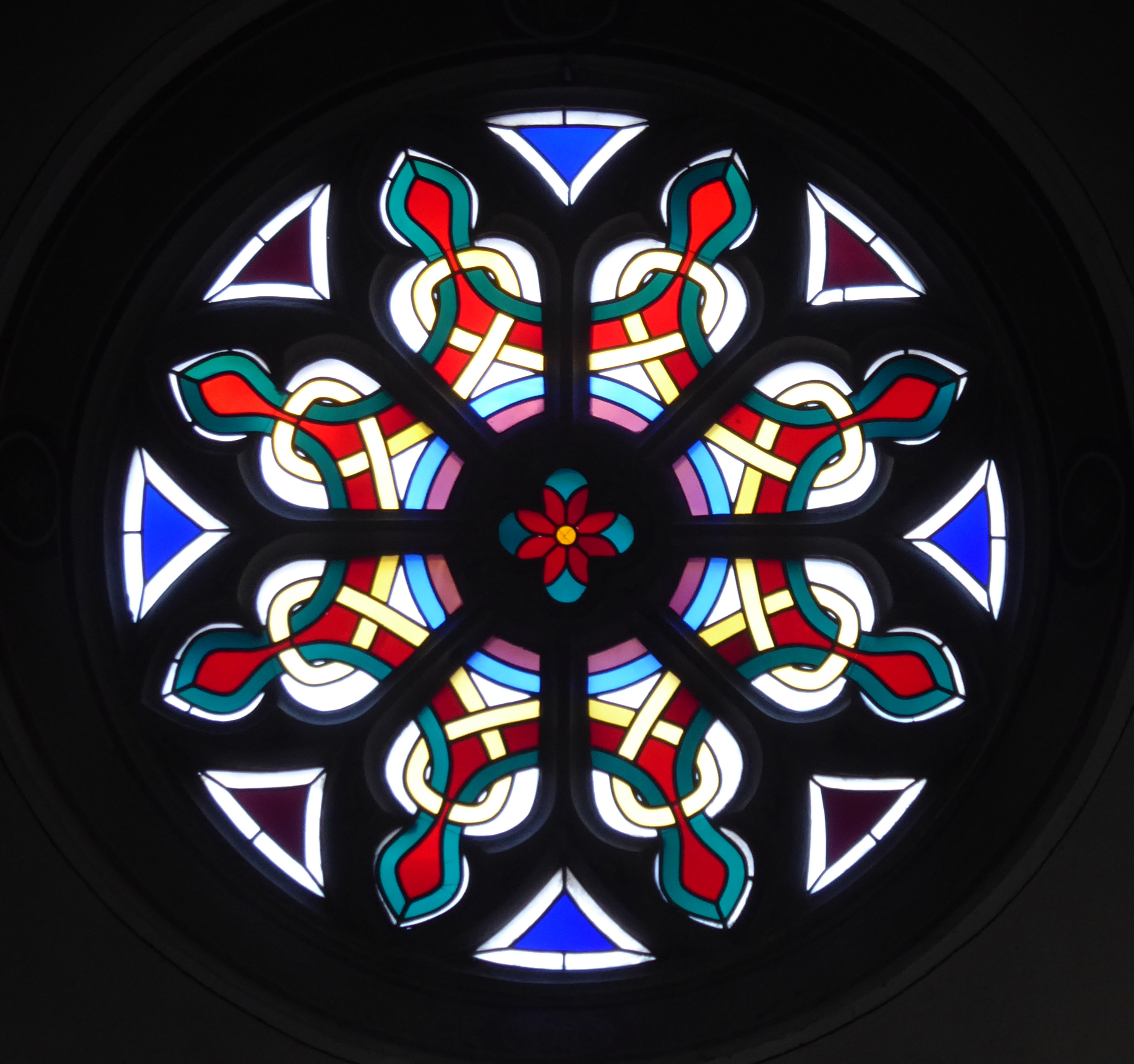
Uno dei grandi rosoni in vetri policromi sulla facciata.

L'altare maggiore risulta ricco di ornamenti, con statua raffigurante Cristo risorto e maestro, San Pietro e San Paolo. La pala dell'altare maggiore è stata voluta simile a quella della vecchia chiesa,  dipinta da Ugo Guardabassi (o forse un suo allievo) di Roma e raffigura il Cristo maestro con i santi Filippo e Giacomo Maggiore, patroni della chiesa e del paese.
Sono inoltre presenti quattro altari laterali realizzati in predazzite (marmo bianco dei Canzoccoli) da Michele Giacomelli, dedicati nella navata laterale sinistra alla Madonna del Rosario e a san Giuseppe, in quella destra invece a sant'Antonio abate e sant'Elena (protettrice della Regola Feudale). Sulle pareti soprastanti gli altari laterali troviamo 4 affreschi del noto pittore predazzano Camillo Bernardi, che rappresentò San Giovanni Bosco, Santa Teresa di Lisieux, Sant'Antonio da Padova e San Pietro.
Sul presbiterio, sopra le porte delle sagrestie, sono collocate due tele: San Giorgio del pittore di Cavalese Cristoforo Unterperger, e la Madonna immacolata, del predazzano Bartolomeo Rasmo. Entrambe provenienti dalla vecchia chiesa. Le quattordici stazioni della Via Crucis sono opera del pittore moenese Giovanni Battista Chiocchetti.

### Organo a canne
Nel presbiterio è posto l'organo a canne opus 34 di Andrea Zeni, costruito nel 2008. A trasmissione meccanica, è dotato di 25 registri reali distribuiti su due manuali e pedale.